# میلنا راشیچ
میلنا راشیچ (انگلیسی: Milena Rašić؛ زادهٔ ۲۵ اکتبر ۱۹۹۰) یک بازیکن والیبال زن اهل صربستان است.